# Fröhlich-Preis
Der Fröhlich-Preis (engl. Fröhlich Prize) ist ein Preis der London Mathematical Society, der alle zwei Jahre für innovative Forschung in der Mathematik vergeben wird. Er ist nach Albrecht Fröhlich benannt.

## Preisträger
- 2004 Ian Grojnowski
- 2006 Michael Weiss
- 2008 Nicholas J. Higham
- 2010 Jonathan Keating
- 2012 Trevor Wooley
- 2014 Martin Hairer
- 2016 Dominic Joyce
- 2018 Francesco Mezzadri
- 2020 Françoise Tisseur
- 2022 Richard Thomas
- 2024 Emmanuel Breuillard[1]